# Nigromacula uniseptata
Nigromacula uniseptata är en svampart som först beskrevs av David Leslie Hawksworth, och fick sitt nu gällande namn av D. Hawksw. 2003. Nigromacula uniseptata ingår i släktet Nigromacula, divisionen sporsäcksvampar och riket svampar.   Inga underarter finns listade i Catalogue of Life.